# Halogenovodíky

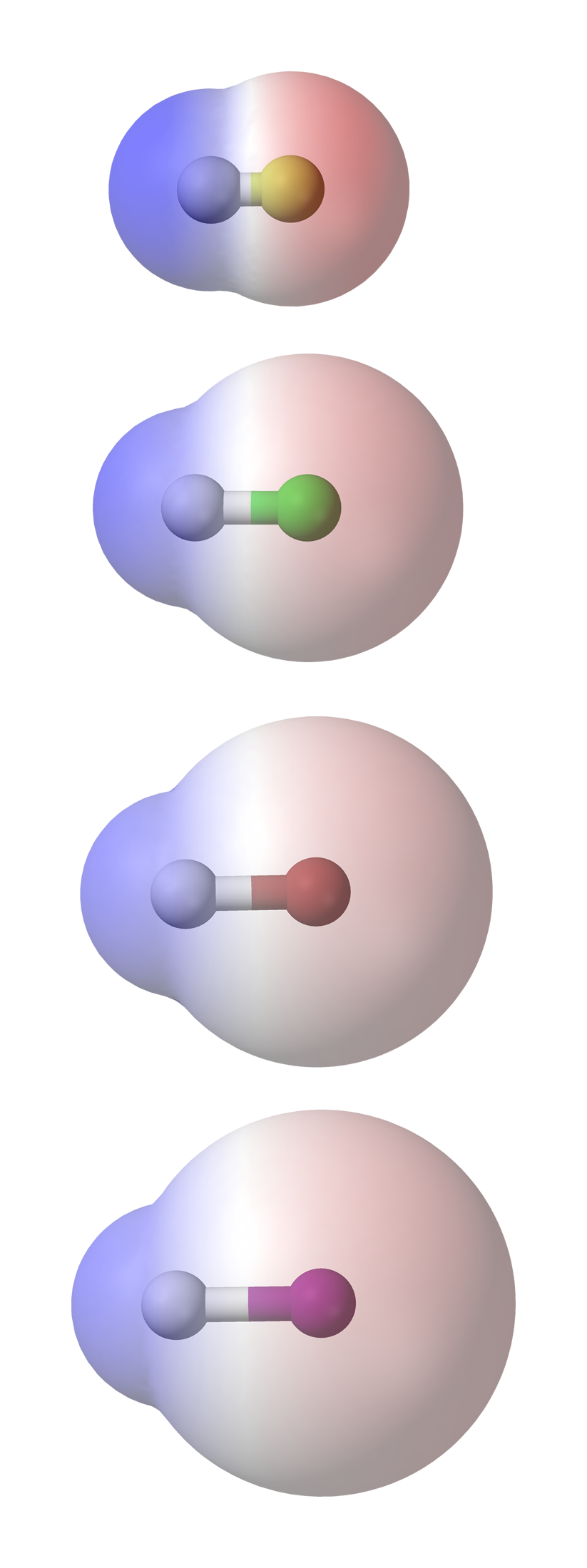
polarita jednotlivých halogenvodíků, v pořadí: F, Cl, Br, I

Halogenovodíky jsou dvouprvkové sloučeniny s molekulami skládajícími se z jednoho atomu vodíku a jednoho atomu halogenu, jejich obecný vzorec je tedy HX, kde X je halogen. Jejich rozpouštěním ve vodě vznikají halogenovodíkové kyseliny.

## Vlastnosti
Všechny halogenovodíky jsou za normálních podmínek plyny. S rostoucím protonovým číslem halogenu se jejich vlastnosti mění následovně:
| Halogenovodík | molární hmotnost [g/mol] | teplota tání [°C] | teplota varu [°C] |
| ------------- | ------------------------ | ----------------- | ----------------- |
| HF            | 20,006                   | -83,01            | 19,54             |
| HCl           | 36,454                   | -114,2            | -85,1             |
| HBr           | 80,91                    | -87               | -66               |
| HI            | 127,912                  | -50,8             | -35,38            |

## Reakce

### Oxidace
Halogenovodíky lze oxidovat na halogeny podle rovnice:
2 HIX−I → H20 + X20.
S rostoucím protonovým číslem halogenu roste reaktivita halogenovodíků; zoxidovat takto HF je velmi obtížné, HCl se oxiduje poněkud snadněji, HBr lze již snadno zoxidovat a HI se dokonce samovolně oxiduje na vzduchu.

## Vznik
Halogenovodíky, a také halogenovodíkové kyseliny, mohou vzniknout buď přímým slučováním halogenu s vodíkem nebo působením minerálních kyselin na halogenidy neušlechtilých kovů, např.:
Cl2 + H2 → 2 HCl,
2 NaCl + H2SO4 → Na2SO4 + 2 HCl.